# .35 Remington
Náboj .35 Remington byl zaveden firmou Remington v roce 1908. Jedná se o lovecký náboj, používaný v Severní Americe k lovu vysoké zvěře na střední, nebo kratší vzdálenost. Byl určen pro samonabíjecí kulovnici vyráběnou stejnou firmou, později bylo na tento náboj komorováno více kulovnic Remington, Savage a Marlin. Velkou předností tohoto náboje i pušek na něj komorovaných je mírný zpětný ráz, na rozdíl od silnějších nábojů stejného využití. Je pořád vyráběn a dodáván některými americkými výrobci nábojů, ale zájem o něj postupně upadá. Střely, na které je možné náboj laborovat dosahují hmotnosti 8,10 gramů až 14,25 gramů.

## Zdroje
Zbraně.cz, náboj .35 Remington